# Kohlsia pelaezi
Kohlsia pelaezi är en loppart som beskrevs av Barrera 1956. Kohlsia pelaezi ingår i släktet Kohlsia och familjen fågelloppor. Inga underarter finns listade i Catalogue of Life.